# Bigoudenland

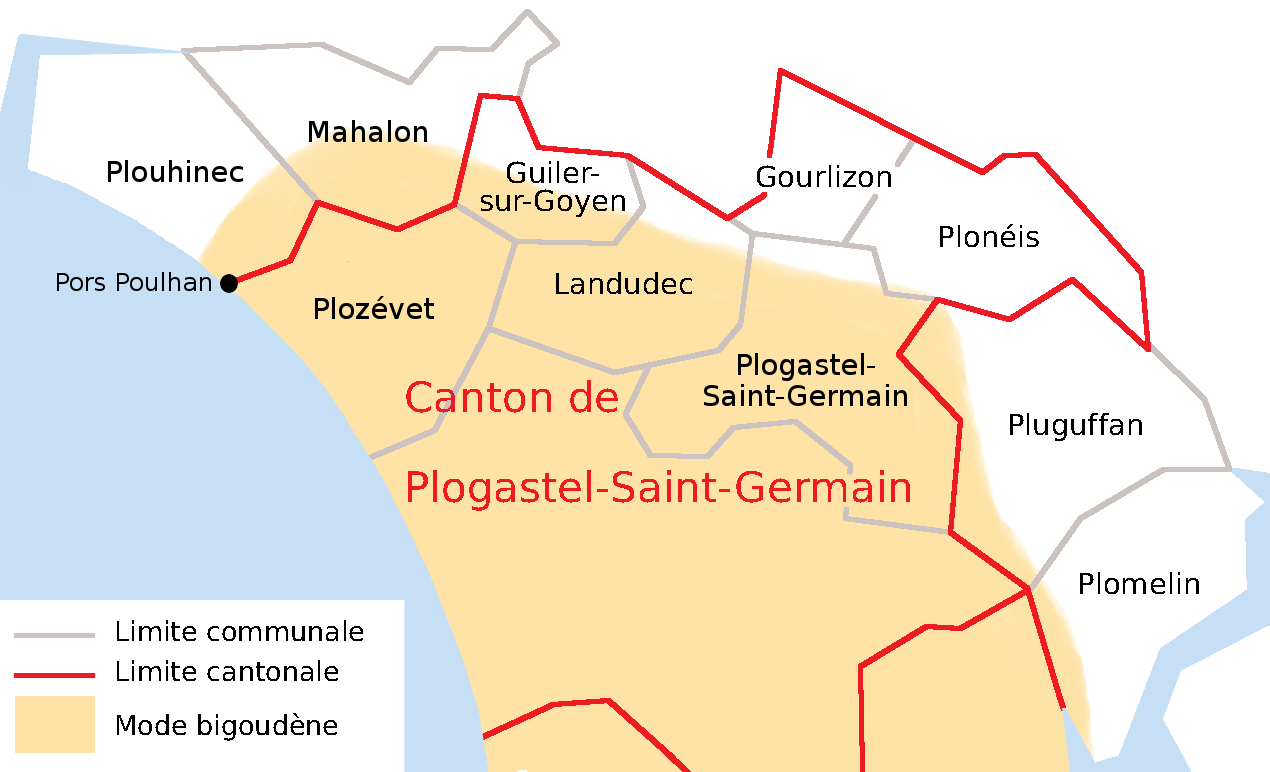
Das Bigoudenland

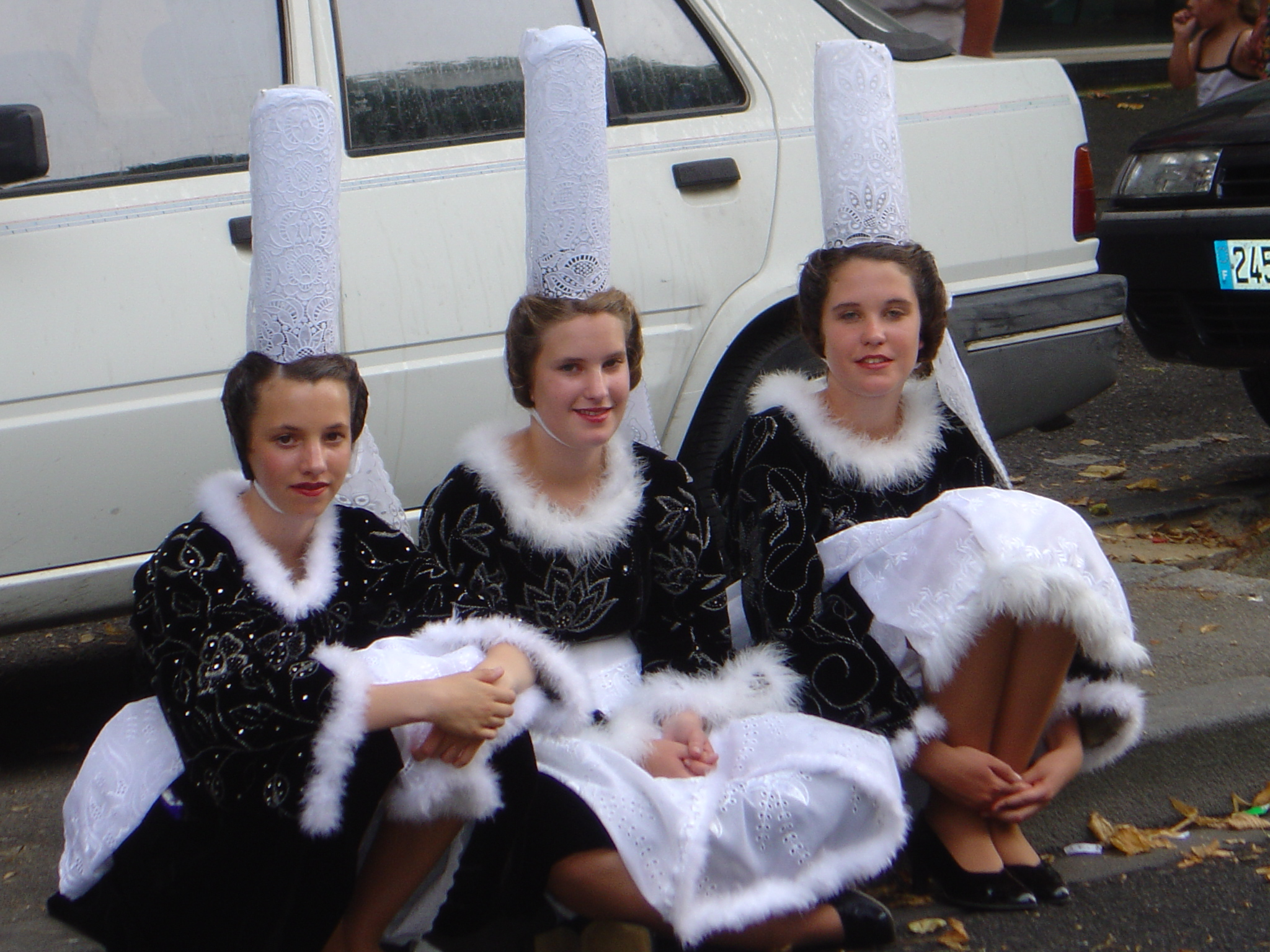
Tracht der Bigouden

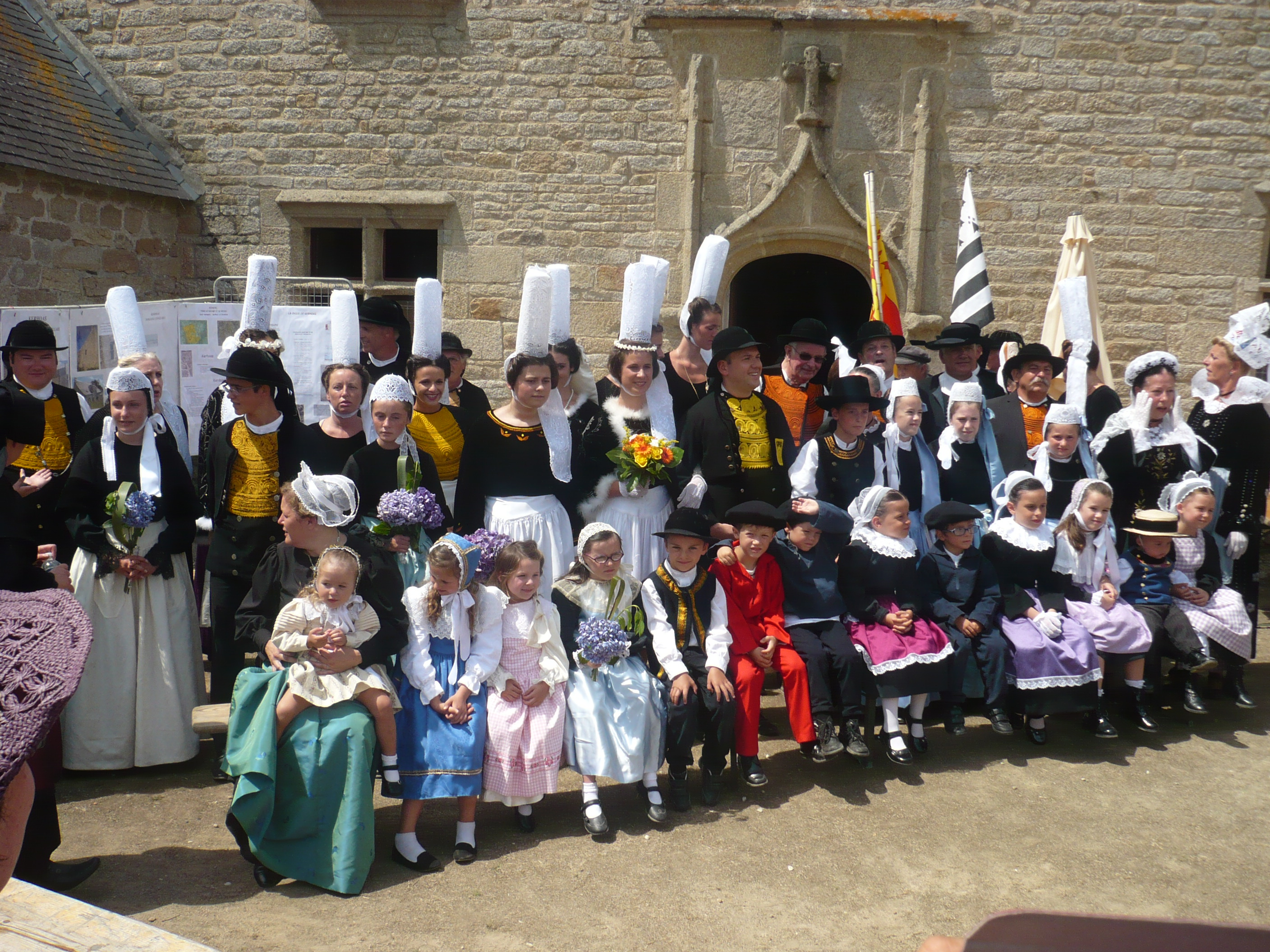
Bigouden Trachten der Frauen und Männer

Das Bigoudenland (bretonisch Bro-Vigoudenn, französisch Pays Bigouden) liegt westlich von Quimper im Südwesten des Departements Finistère in der Bretagne zwischen Plozévet, nahe der Mündung des Goyen bei Audierne und der Mündung des Odet bei Bénodet. Hauptstadt des Bigoudenlandes ist Pont-l’Abbé (deutsch „die Brücke des Abtes“) mit dem Bigouden-Museum. Die Landschaft ist nach den Spitzhauben (französisch coiffes), der Tracht der einheimischen Frauen, benannt. 

## Sehenswürdigkeiten

### Kultur
- Kalvarienberg (von lat. Schädelstätte) Notre-Dame de Tronoën, der älteste der Bretagne
- Kapelle Notre-Dame-de-Tréminou
- gotische Kirche St-Jean-Baptiste von Saint-Jean-Trolimon
- Gotische Wallfahrtskapelle Notre-Dame in Pouldreuzic
- Leuchtturm Phare d’Eckmühl bei Penmarc’h, mit 65 m einer der höchsten Frankreichs
- Pfarrkirche St-Tudy von Loctudy, ein romanisches Bauwerk des 12. Jahrhunderts
- Schloss Pont-l’Abbé, einer der erhaltenen bigoudenischen Wohnsitze des Mittelalters
- Burg Kergoz in Guilvinec
- Vorzeitdenkmäler Nekropole an der Pointe de Souc’h, der Tumulus von Poulguen, sowie Dolmen, Menhire und phallische Steine aus der Eisenzeit

### Landschaft
- Baie d’ Audierne
- Pointe de la Torche mit dem Tumulus Beg an Dorchenn
- Pointe de Penmarc’h